# 파이어월 (영화)
《파이어월》(Firewall)은 미국에서 제작된 리처드 론크레인 감독, 조 포트 각본의 2006년 공포, 드라마, 범죄, 액션 스릴러 영화이다. 해리슨 포드 등이 주연으로 출연하였고 아미언 번스타인 등이 제작에 참여하였다. 이 영화는 대략 83,000,000 달러의 수익을 거두었으며 비평가들로부터 부정적인 평가를 받았다.

## 출연

### 주연
- 해리슨 포드
- 폴 베타니

### 조연
- 버지니아 매드슨
- 메리 린 라즈스쿠브
- 로버트 패트릭
- 칼리 스크로이더
- 지미 베넷
- 로버트 포스터
- 알란 아킨

## 기타
- 미술: 브라이언 모리스
- 의상: 슈나 하우드
- 배역: 마리 게일 아츠
- 배역: 하이크 브랜드스타터
- 배역: 코린 메이어스